# Ablerus sidneyi
Ablerus sidneyi är en stekelart som beskrevs av Girault 1932. Ablerus sidneyi ingår i släktet Ablerus och familjen växtlussteklar. Inga underarter finns listade i Catalogue of Life.